# Ciężkowice (gmina)
Pour les articles homonymes, voir Ciężkowice.
Ciężkowice est une gmina mixte du powiat de Tarnów, Petite-Pologne, dans le sud de Pologne. Son siège est la ville de Ciężkowice, qui se situe environ 26 km au sud de Tarnów et 80 km à l'est de la capitale régionale Cracovie.
La gmina couvre une superficie de 103,22 km2 pour une population de 11 050 habitants.

## Géographie
Outre la ville de Ciężkowice, la gmina inclut les villages de Bogoniowice, Bruśnik, Falkowa, Jastrzębia, Kąśna Dolna, Kąśna Górna, Kipszna, Ostrusza, Pławna, Siekierczyna, Tursko et Zborowice.
La gmina borde les gminy de Bobowa, Gromnik, Korzenna, Moszczenica, Rzepiennik Strzyżewski et Zakliczyn.